# Giorgi Abaszwili
Giorgi Abaszwili, gruz. გიორგი აბაშვილი, ros. Георгий Семенович Абашвили (ur. 24 września?/7 października 1910 w Tyflisie, zm. 26 września 1982 w Leningradzie) – radziecki dowódca wojskowy, wiceadmirał.

## Życiorys
Członek Wszechzwiązkowej Partii Komunistycznej (bolszewików) (WKP(b)) od 1943. Absolwent Szkoły Marynarki Wojennej w 1931.
Od 1931 pełnił służbę na okrętach Floty Bałtyckiej, od 1938 był dowódcą niszczyciela, od 1939 dowódcą dywizjonu dozorowców, od 1940 – dywizjonu niszczycieli. 
Uczestnik wojny z Finlandią 1939–1940 i późniejszych działań wojennych, dowódca 2 dywizjonu torpedowców, brał udział w kilku operacjach poszukiwania konwojów przeciwnika na Zatoce Ryskiej. Uczestnik bitew o Ozylię i Dago. Jesienią 1941 jako dowódca ZM „Marti” brał udział w ewakuacji garnizonu bazy morskiej Hanko w Nowym Peterhofie. W 1944 zastępca szefa sztabu Floty Bałtyckiej i dowódca dywizjonu; dowodzony przez niego dywizjon okrętów brał udział w pokonywaniu Niemców pod Leningradem i na Przesmyku Karelskim. 
Od 1946 był dowódcą krążownika. W 1949 ukończył Akademię Marynarki Wojennej im. Woroszyłowa. Od 1951 był szefem sztabu, a w latach 1951–1957 dowodził eskadrą we Flocie Bałtyckiej. W 1953 był członkiem delegacji wojskowej ZSRR odwiedzającej Polskę, a w 1954 Finlandię. W 1955 mianowany wiceadmirałem. Od 1960 do 1963 był pierwszym zastępcą dowódcy Floty Bałtyckiej. Od 1962 do 1963 był zastępcą dowódcy Grupy Wojsk Radzieckich na Kubie (Issy Plijewa) do spraw Marynarki Wojennej (podczas Operacji „Anadyr” w czasie kryzysu kubańskiego). Od 1964 do 1970 był szefem wyższych oficerskich kursów marynarki wojennej.
Docent (1965) i kandydat nauk wojskowo-morskich (1971). Od 1971 w rezerwie.

## Odznaczenia
- Order Lenina (1953)
- Order Czerwonego Sztandaru (czterokrotnie - 1944, 1947, 1956 i 1963)
- Order Nachimowa II klasy (1945)
- Order Czerwonej Gwiazdy (dwukrotnie - 1940 i 1944)
- Order Czerwonego Sztandaru Pracy
- Medal „Za obronę Leningradu”
- Medal „Za zwycięstwo nad Niemcami w Wielkiej Wojnie Ojczyźnianej 1941–1945”

I medale.